# Самородок

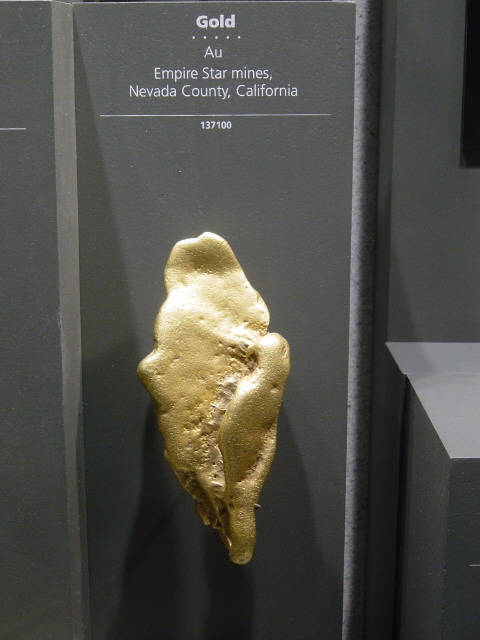
Золотий самородок. Каліфорнія. США.

Самородок (рос. самородок (золота), англ. virgin metal; nugget, native metal; нім. gedlegenes Metall, Nugget, Klump, фр. pépite d'or) — частинка або уламок самородного металу, здебільшого благородного, що різко виділяється за розмірами серед інших частинок природного металу. Найчастіше зустрічається в розсипищах. Максимальна маса золотих самородків десятки кг, мінімальна — умовно 1 г. Самородки вагою понад 10 кг унікальні.

## Приклади
Особливо великі самородки традиційно отримують власні назви.
Самородок золота — «Плита Холтермана» 82,11 кг (разом із золотоносною породою 235,14 кг), «Бажаний незнайомець» (70,9 кг з кварцом), «Великий трикутник» або «Світовий монстр» (36,22 кг), «Заячі вуха» (3,344 кг). Один із найбільших самородок платини називають «Сирковий лог» (9,6 кг). Найбільші самородки золота знайдені в Австралії.

### Самородки золота
Самородки золота знаходять у розсипах, корах вивітрювання, рудних тілах (г.ч. у кварцових жилах з карбонатами, сульфідами Fe, As, Cu, Pb, Zn та ін.). Форми їх найчастіше прожилкові, деревоподібні, пластинчасті або кутасті, зустрічаються самородки-кристали (кристалічне золото), зростки, дендрити, зливкоподібні утворення. Кількість дрібних і середньої величини самородків золота (до 100 г) – багато тисяч; великі самородки золота (кг) рідкісні, гігантські (понад 10 кг) – унікальні. Вони традиційно отримують власні назви: наприклад, “Плита Холтермана" (разом із золотоносною породою 285 кг), “Бажаний незнайомець" (70,9 кг з кварцом), "Великий трикутник" або "Світовий монстр" (36,22 кг), "Перлина корони Айронстоуна" (16,4 кг), "Заячі вуха" (3,344 кг). Найбільші самородки золота знайдені в Австралії.

### Самородки срібла
Самородки срібла виявляють у зонах гіпергенних змін родовищ, г.ч. Ag-Co-Ni-Bi-U формації і в кварц-карбонатних жилах з флюоритом, сульфідами, сульфосолями Ag, нерідко з органічною речовиною. Відомі знахідки скупчень С. з арґентитом масою 40 т (родовище Шнеєберґ, ФРН) і окремі масою понад 500 кг (родовище Кобальт, Канада). Великі самородки срібла знайдені у Перу, Чилі, Рудних горах (ФРН, Чехія) та ін. Крім того, типовими є самородки срібла середньої величини. Їх форма – витягнуті і дефомовані кристали, дендрити (родовища Конгсберг в Норвегії, Каркалес в Чилі, розсипи Китаю, Європи).

### Самородки міді
Самородки міді масою в декілька тонн знайдені в родовищах Казахстану, Росії (Урал), США. Валун з самородної міді масою понад 400 т був знайдений у міднорудному родовищі в районі озера Верхнє (США). Ha Степанівському руднику (Казахстан) в 1858 році було знайдено самородок міді масою 842 кг. Скупчення міді заповнюють пустоти в основних лавах разом з кальцитом, цеолітами, хлоритом та ін., розповсюджені в конґломератах. Великі пластинчасті і дендритові самородки міді зустрічаються в зонах окиснения мідних родовищ, де вони знаходяться разом з халькозином, купритом та ін. Конкреція міді масою 75 кг була знайдена в льодовикових відкладах штату Коннектикут (США). Великі самородки міді виявлені в розсипах США, Індії, Російської Федерації. 

### Самородки платини
Самородки платини і платиноїдів порівняно рідкісні. Однин з найбільших самородків платини має назву "Сирковий лог" (9,6 кг). Знахідки відомі в розсипах Уралу, Бразилії, a також в ультраосновних вивержених породах (тих же регіонів), як правило, з хромітом. Це губчасті та щільні скупчення кутастої форми, округлі, конкреційні, іноді – кристали розміром до декілька мм.
Самородки важливі як показник локальної концентрації металів у родовищах. Їх особливості є індикаторами умов формування руд та розсипів.

## Цікаві факти
У саксонському Шнеєбергу у 1477 році знайдений найбільший самородок срібла вагою у 20 т. Через дивовижно великі розміри і вагу самородка, його не вдалося транспортувати гірничими виробками цілим. За свідченнями, на місці виявлення самородка гірники спорудили підземну камеру, а брилі срібла надали форму столу. Саксонський герцог Альбрехт разом зі своєю свитою спустилися у шахту й відсвяткували за срібним столом щасливу знахідку гірників Шнеєберга.

## Галерея

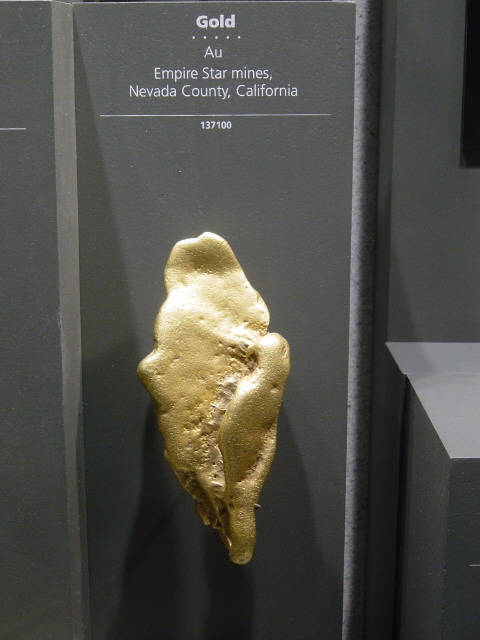
A large gold nugget from Nevada County, California.
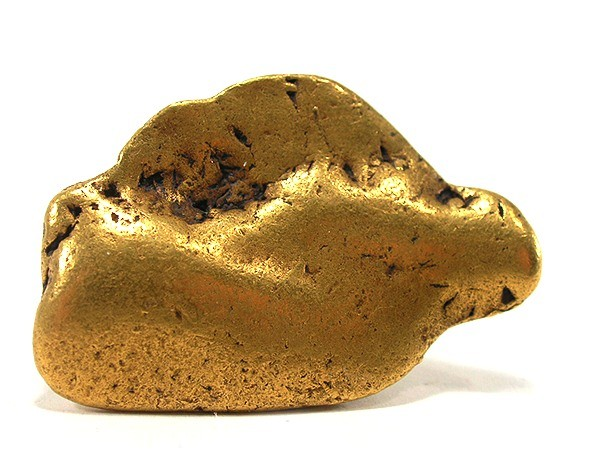
An Alaska gold nugget weighing 63.8 grams.
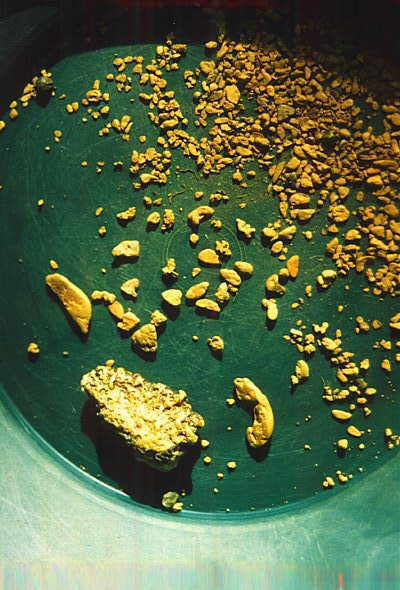
Alaska gold grains in a pan.
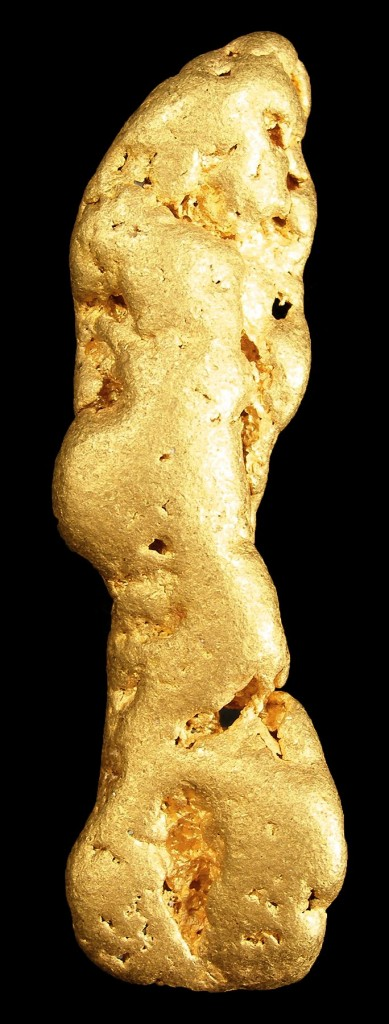
A large gold nugget from the Kuskokwim Mountains of central Alaska.
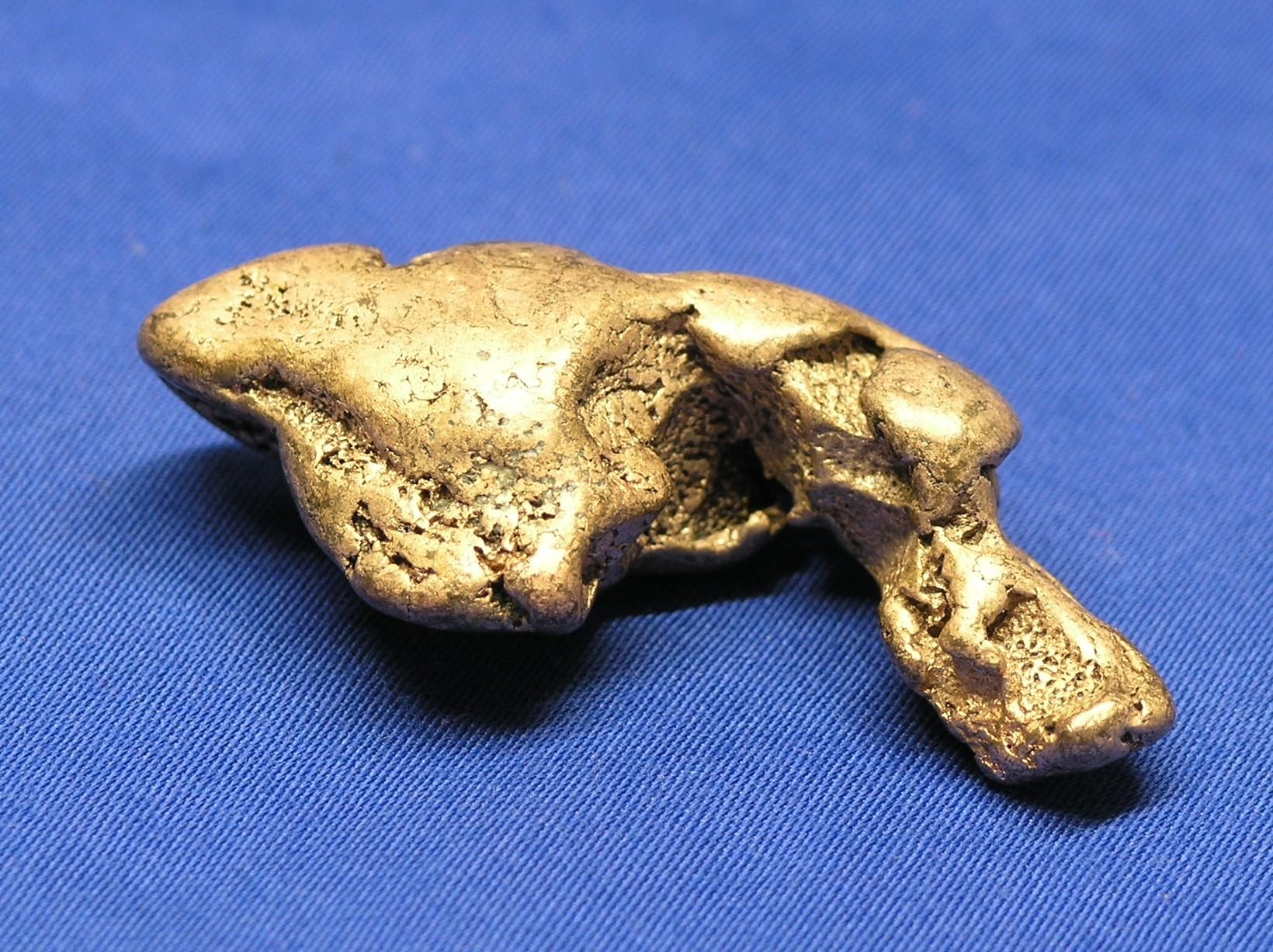
Kupfer-Nugget
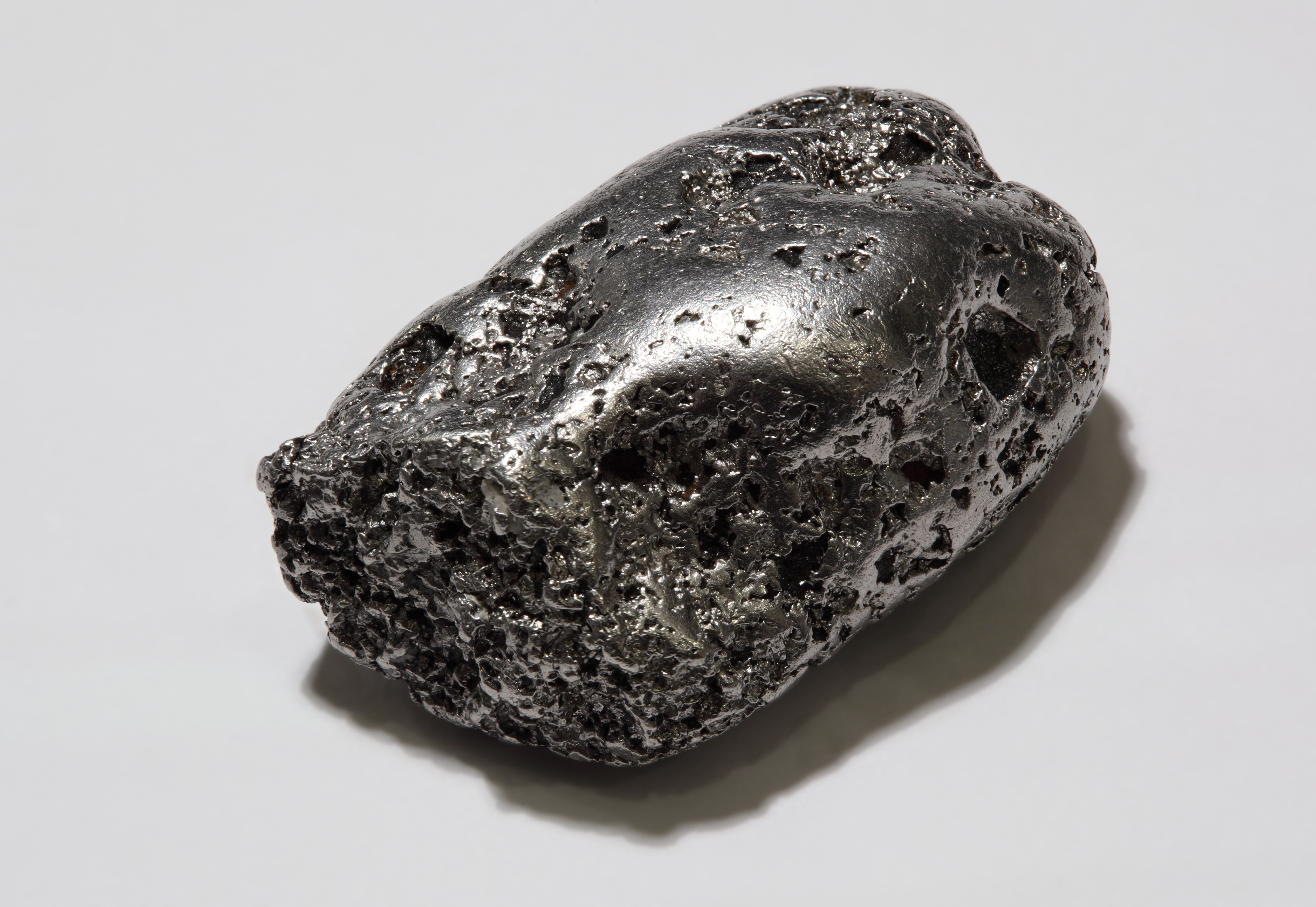
Platin-Nugget aus Jakutien